# فالتون (آرکانزاس)
فالتون (آرکانزاس) (به انگلیسی: Fulton, Arkansas) یک شهر در ایالات متحده آمریکا با جمعیت ۲۰۱ نفر است که در آرکانزاس واقع شده‌است.

## موقعیت جغرافیایی
موقعیت جغرافیایی شهرها و مناطق اطراف به شرح زیر است: